# Бучма Наталія Миколаївна
Ната́лія Микола́ївна Бу́чма (нар. 27 серпня 1943, м. Красноярськ, СРСР — 3 грудня 2017, м. Київ) — український театральний режисер і педагог.

## Життєпис
Мати — Ніна Донатівна Фесенко (1917—2005), концертмейстер. Батько — Микола Никифорович Фесенко (1911—1992), професійний військовий, викладав у Київському артилерійському училищі.
Батько у 1941 році з початком війни отримав направлення до Красноярську та поїхав туди з дружиною. 27 серпня 1943 року в них народилася друга донька Наталія. У березні 1943 року повернулися до Києва (де залишалися прабабуся, бабуся та старша дочка Людмила), і сім'я возз'єдналася. У 1950 році родина їде на Сахалін, куди Миколу Никифоровича направляють служити на посаду командира полку. 1954 рік — Наталія з мамою повертаються до Києва. У 1955 повертається батько.
Наталя ще школяркою захопилася театром ляльок. Вона організовує в своїй 25 київській школі ляльковий гурток і керує ним з 1956 по 1961 рік. Ніна Донатівна отримує запрошення як концертмейстер у дитячий театр ляльок при Палаці піонерів Жовтневого району, яким керують Євген та Ніна Ліванови. Тоді ж, Наталія стає учасником цього колективу, поряд з Аристархом і Євгеном Лівановими, відомими артистами театру і кіно. Вона пробуде там до 1960 року. В цей же час Наташа відвідує театральну студію під керівництвом народного артиста СРСР Юрія Лаврова, провідного артиста Київського театру імені Лесі Українки (нині — Національний академічний театр російської драми імені Лесі Українки).
1960 року вона виходить на професійну сцену як актриса. На сцені Київського республіканського театру ляльок пробуде 2 роки. І в 1962 році повернеться до дітей, керівником театру ляльок Подільського палацу піонерів. Там вперше випробує свій метод роботи з лялькою, який за десятиліття практики сформується в закінчену систему.
У 1970 році вступає до Київського інституту театрального мистецтва ім. І. К. Карпенко-Карого (нині Київський національний університет театру, кіно і телебачення імені Івана Карпенка-Карого) на кафедру режисури драматичного театру. Її вчителями були відомі майстри сцени О. Соломарський та М. Рудін.
У 1974—1975 роках Наталія Бучма ставить переддипломний і дипломний спектаклі в Одеському обласному театрі ляльок. Вистави отримали високе визнання глядачів і критики, а так само й вищу оцінку в дипломі. Вже тоді вистави вразили глядачів, критиків і педагогів неабиякою майстерністю та новаторством.
Один рік стажувалася у С. Образцова та у М. Корольова.
Після закінчення навчання у 1975 році, вона очолює Херсонський обласний театр ляльок. Там молодий режисер створює колектив однодумців і ставить спектаклі, які неодноразово були відзначені преміями та високими нагородами. І вперше в професійному середовищі впроваджує в театральну практику свої педагогічні напрацювання.
З 1978 року Наталія Миколаївна Бучма — головний режисер Чернігівського обласного театру ляльок. Незважаючи на відсутність у багатьох виконавців цього театру професійної освіти і навичок, їй вдається за роки роботи створити міцну професійну трупу. Робота з нею була найкращою школою для артистів. Трупою були створені вистави, які залишилися в історії театру. Ці спектаклі полюбилися глядачам.
З 1981 року Наталія Бучма — головний режисер Криворізького міського театру ляльок, керівник студії театру. Перш за все, вона розгортає масштабну педагогічну діяльність. Діяльність студії була багатовекторною та стала своєрідним університетом для артистів театру. Вони займалися сценічною мовою, пластикою, вокалом, ритмом, сценічним боєм, фехтуванням. Але основним було виховання артиста театру ляльок на методі, розробленому Наталією Миколаївною. Він дозволяв осучаснити акторську техніку, і не тільки вдосконалити певні ланки акторської майстерності, а повністю змінити весь психофізичний апарат артиста. Заняття студії були тісно пов'язані з практикою. Майже кожен новий спектакль Бучми в цьому театрі був експериментальним і викликав непідробний інтерес всієї театральної спільноти.
Народження дочки, якої не підійшов місцевий клімат, змушують Бучму піти з театру, де все налагоджено і все вдається. З 1985 до 1996 року вона — режисер-постановник в Київському міському театрі ляльок (нині Київський муніципальний академічний театр ляльок). Тут вона працює з артистами за своєю програмою. І ставить спектаклі, які витримують випробування часом, йдуть по 15-20 років, не втрачаючи своєї художності та актуальності.
Вистава «Торбину з піснями», в основі якої українські пісні, фольклор, відзначена «Київською пектораллю» 1996 року в номінації «За найкращу виставу для дітей».
Згодом педагогічна діяльність Бучми починає виходити на перший план.
З 1996 року вона — педагог в Київському державному училищі естрадного та циркового мистецтв (згодом коледж естрадного і циркового мистецтв, потім Київська муніципальна академія естрадного та циркового мистецтв). Разом з дочкою, Ольгою Бучмою, вони відкривають тут новий напрям в мистецтві ігрових ляльок — ляльки на естраді.
У 1998 році Наталія Бучма заснувала і очолила кафедру «Ляльки на естраді» в коледжі, а з 2008 — декан естрадного факультету Київської муніципальної академії естрадного та циркового мистецтв.
З 2016 року — завідувач відділенням молодших спеціалістів.
Її випускники працюють на різних майданчиках (естрадних, циркових, театральних) України, Росії, Словаччини, Німеччини, Франції, Швейцарії, Англії, Туреччині, Південній Кореї, Китаю, В'єтнаму.

## Родина
Чоловік — Семенюк Євген Євгенович (1951), зав. муз. Чернігівського театру ляльок, педагог і концертмейстер дитячої музичної школи.
Син — Олег Олександрович Фесенко (1962), письменник, режисер, програміст.
Донька — Бучма-Бернацька Ольга Євгенівна (1983), кандидат мистецтвознавства, режисер, педагог, завідуюча кафедри режисури та акторського мистецтва Київської муніципальної академії естрадного та циркового мистецтв.

## Режисерські роботи
Одеський театр ляльок
- 1973 «Я — курча, ти — курчатко», Є. Чеповецький
- 1974 «Ніколи не згасне», В. Орлов

Херсонський театр ляльок
- 1975 «Я — курча, ти — курчатко», Є. Чеповецький
- 1975 «Пригоди Сніговика»
- 1975 «Дивовижний Павлик», А. Мончулов
- 1975 «Голий король», Є. Шварц
- 1976 «Блакитне щеня», Д. Урбан
- 1976 «Котигорошко»
- 1976 «Новорічні посмішки», Н. Бучма
- 1976 «Дядя кріт і новий рік», Н. Бучма
- 1976 «Два майстри», Ю. Єлісєєв
- 1976 «Стійкий олов'яний солдатик», В. Данилевич
- 1977 «Закляті вороги», У. Лейес
- 1977 «Карлик-ніс», К. Гауф
- 1977 Дзвінкий голос молота, Б. Юнгер
- 1978 «Аїст і Лякало», Г. Крчулова, Л. Лопейська

Київський республіканський театр ляльок
- 1978 «Лелека і Лякало», Г. Крчулова, Л. Лопейська
- 1978 Смілива казка, Н. Давидової

Чернігівський театр ляльок
- 1978 «Зіркоход Федя», І. Токмакова
- 1978 «Аіст і Лякало», Г. Крчулова, Л. Лопейська
- 1979 «Ай, да Мицик!» Ю. Чеповецький
- 1979 «Чарівний корінець», Г. Усач
- 1979 «Витівки баби Яги», Н. Бучма
- 1980 «Хочу бути великим», Г. Сапгир, Г. Циферов

Театральне училище
- 1979 «Зарядка для хвоста», Г. Остер
- 1979 «Картинки з виставки» — вистава на основі фортепіанної сюїти М. Мусоргського.

Криворізький театр ляльок
- 1981 «Син Чорної гори», Б. Юнгер
- 1981 «Як ведмідь став куркою» Я. Длуголенський
- 1981 «Про Петрушку», Є. Чеповецький
- 1982 «Іван-царевич, Сірий вовк та інші» В. Маслов
- 1982 «Острів виконання бажань», В. Цінібулк
- 1982 «Пісня гномика», Г. Мартиросян
- 1982 «Головне бажання», П. Висоцький
- 1983 «Троє поросят», С. Михалков
- 1983 «Казка про втрачений час», Е. Шварц
- 1983 «Сонечко і снігові чоловічки», О. Веселов
- 1984 «Червоний, жовтий, зелений», П. Висоцький
- 1984 «День Кутясіка і кутилка», Й. Пегр
- 1984 «Елемено щастя», С. Орлов

Київський міський театр ляльок
- 1985 «Кіт, півень і лисиця»
- 1985 «Сніговик растеряйка», І. та Я. Златопольські
- 1985 «Півник — золотий гребінець»
- 1986 «Для чого нам світлофор», О. Тарутин
- 1986 «Ще раз про червону шапочку» С. Коган, С. Єфремов
- 1986 «Білий кіт і Новий рік», І. та Я. Златопольські
- 1987 «Легенда про Довбуша», М. Шейко-Медведєва
- 1987 «Будиночок крижаний, будиночок луб'яний»
- 1988 «Дві снігуроньки», Н. Бучма
- 1988 «Ай да Мицик!», Ю. Чеповецький
- 1989 «Я курча, ти курча!», Ю. Чеповецький
- 1989 «Соловей-розбійник», Н. Бучма
- 1990 «Шалунишки», Я. Риль-Крістяновскій
- 1990 «Витівки Баби-Яги», Н. Бучма
- 1992 «Слоненя», Г. Владичіна
- 1993 «Чарівна ніч», В. Данилевич
- 1994 «Дрімота і Позіхання», О. Бучма
- 1995 «Торба з піснями» В. Данилевич, Н. Бучма
- 1995 «Світлофорна мозаїка», Н. Бучма
- 1996 «Дід і баба», Н. Бучма.
- 2003 «Несподівані зустрічі в новорічну ніч», О. Бучма
- 2004 «Втрачений день народження», О. Бучма

Київський державний коледж естрадного та циркового мистецтв
- 1999 «Торба з піснями», В. Данилевич, Н. Бучма
- 2000 «Сон у травневу ніч», концертний номер
- 2000 «Світлофорна мозаїка», Н. Бучма
- 2001 Грибальов, А. Головко, студентський дипломний спектакль
- 2001 Пам'яті Родена, Фігуристка, концертні номери
- 2002 Сестри Горошкові, Галатея, концертні номери
- 2002 «Бій-жінка», Г. Квітка-Основ'яненко
- 2002 «Рукавичка», Н. Бучма
- 2003 «Як загинув Гуска», М. Куліш
- 2003 «Новорічні витівки Баби-яги», Н. Бучма
- 2004 «Лелеченя і лякало», Г. Крчулова, Л. Лопейська
- 2004 «Весела абетка», Н. Бучма
- 2005 «Позіхання і Дрімота», Н. Бучма
- 2005 «Біда від ніжного серця», В. Сологуб
- 2006 «Ця любов…», М. Зощенко (За мотивами творів)
- 2007 «Соловей-розбійник», Н. Бучма

Київська муніципальна академія естрадного та циркового мистецтв
- 2008 року на лавочці, інсценізація картинок Х. Бітструпа
- 2009 Дискотека, концертний номер
- 2010 Небилиці, спектакль в концертних номерах
- 2011 Танцівниця, концертний номер
- 2012 «Грибальов», А. Головко

## Нагороди та визнання
- Диплом І ступеня Всесоюзного фестивалю піонерської організації за постановку дипломної вистави «Ніколи не згасне» В. Орлова в Одеському театрі ляльок. 1975 р[4].
- Диплом І ступеня Республіканського фестивалю драматургії і театрального мистецтва народів СРСР. Бучми Н. М., головному режисеру Херсонського театру ляльок за постановку вистави «Дзвінкий голос молота» Б. Юнгера. 1977 р.
- Почесна грамота ЦК КП України. Бучми Н. М., переможцю в соціалістичному змаганні серед режисерів театрів ляльок України. 1977 р.
- Диплом І ступеня Республіканського фестивалю драматургії і театрального мистецтва народів СРСР за постановку вистави «Стійкий олов'яний солдатик» В. Данилевича в Херсонському театрі ляльок, 1977 р.
- Лауреат премії ім. Багрицького за постановку вистави «Головне бажання» В. Висоцького в Криворізькому театрі ляльок. 1982 р.
- Номінант театральної премії «Київська пектораль» «За найкращу виставу для дітей» «Чарівна ніч» В. Данилевича Театральна премія «Київська пектораль» «За найкращу виставу для дітей». Бучми Н. М., режисерові вистави «Торба з піснями» («торбину з піснями») В. Данилевича. 1996 р[2].
- Подяка за підписом Міністра культури і мистецтва України Б. Ступки та Голови Центрального комітету профспілки працівників культури України Л. Ф. Перелигіна. Бучми Н. М., завідувачки циклової комісії «Ляльки на естраді».
- Диплом III Міжнародного фестивалю національної класики на сцені театрів ляльок. За спектакль «Торбина з піснями» нагороджується Київський муніципальний театр ляльок. Івано-Франківськ. 2005 р.
- Диплом VI міжнародного фестивалю «Творчі рандеву в Чернігові». Бучмі Н. М., почесному представнику Чернігівського обласного театру ляльок в Києві. Чернігівський обласний театр ляльок імені Олександра Довженка. 2011 р.
- Почесна грамота за підписом Міністра культури України Л. М. Новохатька. За вагомий внесок у створенні духовних цінностей та високу професійну майстерність. 2013 р.